# إيزاو سوزوكي
إيزاو سوزوكي (باليابانية: 鈴木勲؛ بالكانا: すずき いさお) هو ملحن ياباني، ولد في 2 يناير 1933 في طوكيو في اليابان.

## وصلات خارجية
- الموقع الرسمي
- إيزاو سوزوكي على موقع ميوزك برينز (الإنجليزية)
- إيزاو سوزوكي على موقع أول ميوزيك (الإنجليزية)
- إيزاو سوزوكي على موقع أول ميوزيك (الإنجليزية)
- إيزاو سوزوكي على موقع أول ميوزيك (الإنجليزية)
- إيزاو سوزوكي على موقع أول ميوزيك (الإنجليزية)
- إيزاو سوزوكي على موقع ديسكوغز (الإنجليزية)